# Atletiek op de Paralympische Zomerspelen 2024 - Verspringen mannen T11
Het Verspringen voor mannen klasse T11 op de Paralympische Zomerspelen 2024 vond plaats op 30 augustus in het Stade de France. Deze klasse is voor blinde atleten die volledig blind zijn of licht waarnemen, maar niet in staat zijn om de vorm van een hand op enige afstand te zien.  De winnaar in Tokio was Di Dongdong uit China, die in 2024 zijn titel wist te prolongeren, zijn landgenoot Chen Shichang behaalde het zilver en Joan Munar Martínez uit Spanje won de bronzen medaille.

## Records
Voorafgaand aan het toernooi waren dit het wereldrecord en het Paralympisch record.
| Wereldrecord        | Verenigde Staten Elexis Gillette | 6.73 | Mesa    | 10 mei 2014      |
| Paralympisch record | Spanje José Manuel Rodríguez     | 6.67 | Atlanta | 18 augustus 1996 |

## Uitslag
| Rang   | Atleet                 | Atleet | #1   | #2   | #3   | #4   | #5   | #6   | Resultaat | Bijz. |
| ------ | ---------------------- | ------ | ---- | ---- | ---- | ---- | ---- | ---- | --------- | ----- |
| Goud   | Di Dongdong            | CHN    | 6.63 | 6.51 | 6.85 | x    | 6.59 | x    | 6.85      | WR    |
| Zilver | Chen Shichang          | CHN    | 6.31 | 6.29 | 6.37 | 6.50 | x    | 6.18 | 6.50      |       |
| Brons  | Joan Munar Martínez    | ESP    | 5.91 | 5.75 | 6.16 | 6.03 | x    | 6.32 | 6.32      | PB    |
| 4      | Ye Tao                 | CHN    | 6.11 | 5.96 | 5.98 | x    | 6.17 | 6.29 | 6.29      |       |
| 5      | Urganchbek Egamnazarov | UZB    | 6.08 | 5.33 | x    | 5.73 | 6.09 | x    | 6.09      | SB    |
| 6      | Maksim Shavrikov       | NPA    | 5.14 | 5.01 | 5.93 | 5.79 | 1.39 | 5.33 | 5.93      |       |